# Чэнь Писянь
Чэнь Пися́нь (кит. трад. 陳丕顯, упр. 陈丕显, пиньинь Chén Pīxiǎn; 20 марта 1916 — 23 августа 1995) — китайский партийный и государственный деятель, секретарь Политико-юридической комиссии ЦК КПК (1982—1985).

## Биография
Член КПК с 1931 г.
После образования Китайской Народной Республики на партийной работе в Шанхае:
- 1952—1954 гг. — четвёртый секретарь,
- 1954—1956 гг. — второй секретарь,
- 1956—1967 гг. — первый секретарь Шанхайского городского комитета КПК.

В 1967 г. был отстранен от власти в ходе акций хунвейбинов во главе с Чжан Чуньцяо. Был арестован и большую часть Культурная революции провел в одиночной камере. Неоднократно обращался из заключения к Мао Цзэдуну с просьбой об освобождении, но безрезультатно. В конечном итоге Дэн Сяопин сумел добиться его освобождения под предлогом медицинского лечения, и политик получил работу в должности заместителя председателя Революционного комитета Шанхая. Впоследствии являлся партийным руководителем провинции Хубэй.
C 1982 по 1985 гг. являлся членом Секретариата ЦК КПК, секретарем Политико-юридической комиссии ЦК КПК. В 1983—1988 гг. — заместитель председателя Постоянного комитета ВСНП.
В 1987 г. вошел в состав Центрального Постоянного консультативного комитета КПК.